# Deng Lijuan
Deng Lijuan (; 12 de maio de 2000) é uma escaladora chinesa.

## Carreira
Deng competiu em escalada de velocidade nas Olimpíadas de Verão de 2024. Ela derrotou Desak Made Rita Kusuma Dewi e Rajiah Sallsabillah da Indonésia em suas eliminatórias das quartas de final e semifinais. Na final, ela enfrentou Aleksandra Mirosław da Polônia. Apesar de estabelecer seu melhor tempo pessoal de 6,18, ela perdeu 0,08 segundos e terminou na segunda posição, ganhando uma medalha de prata.